# Barak Norman

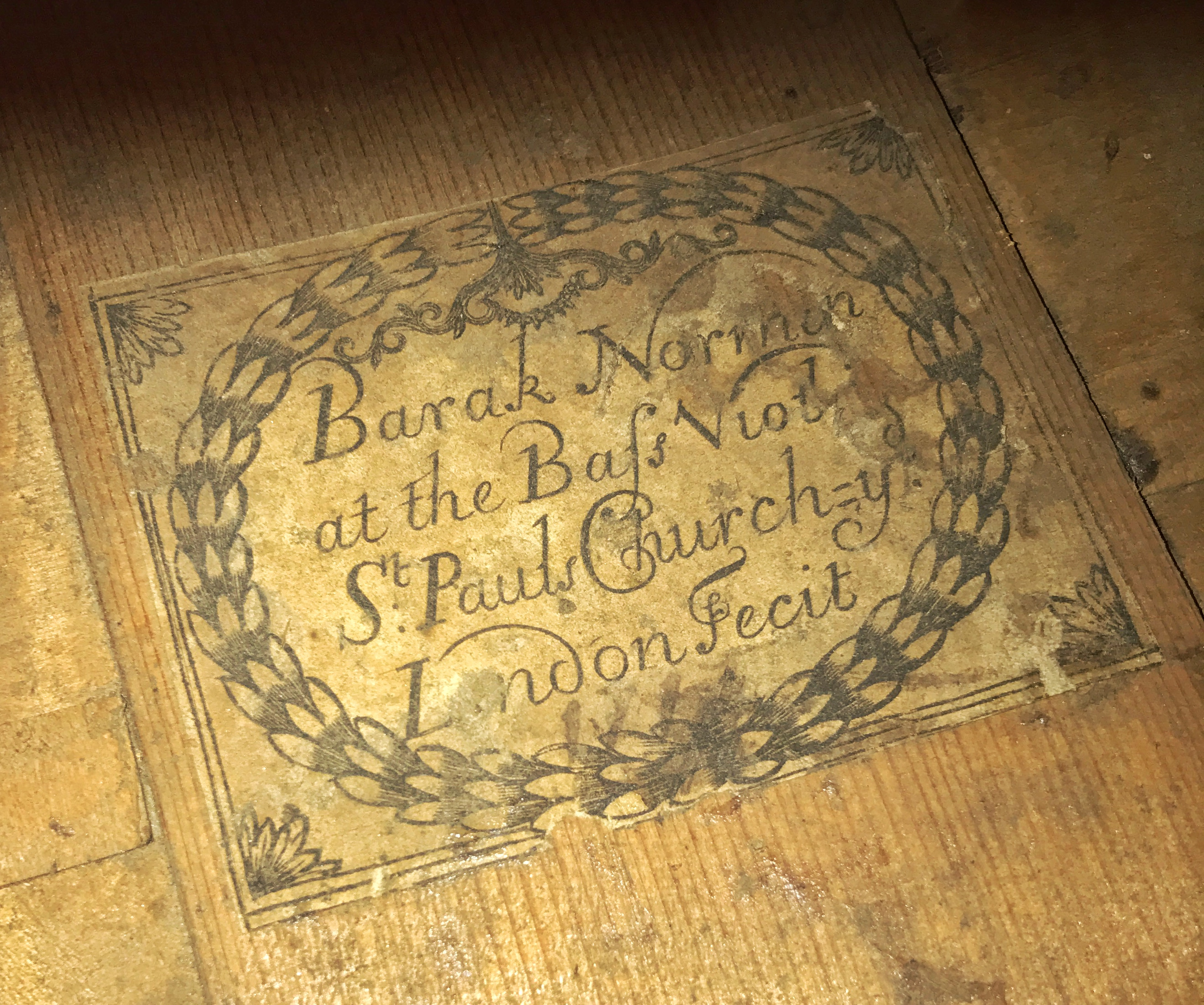
Detall de l'etiqueta d'una viola d'arc feta per Barak Norman

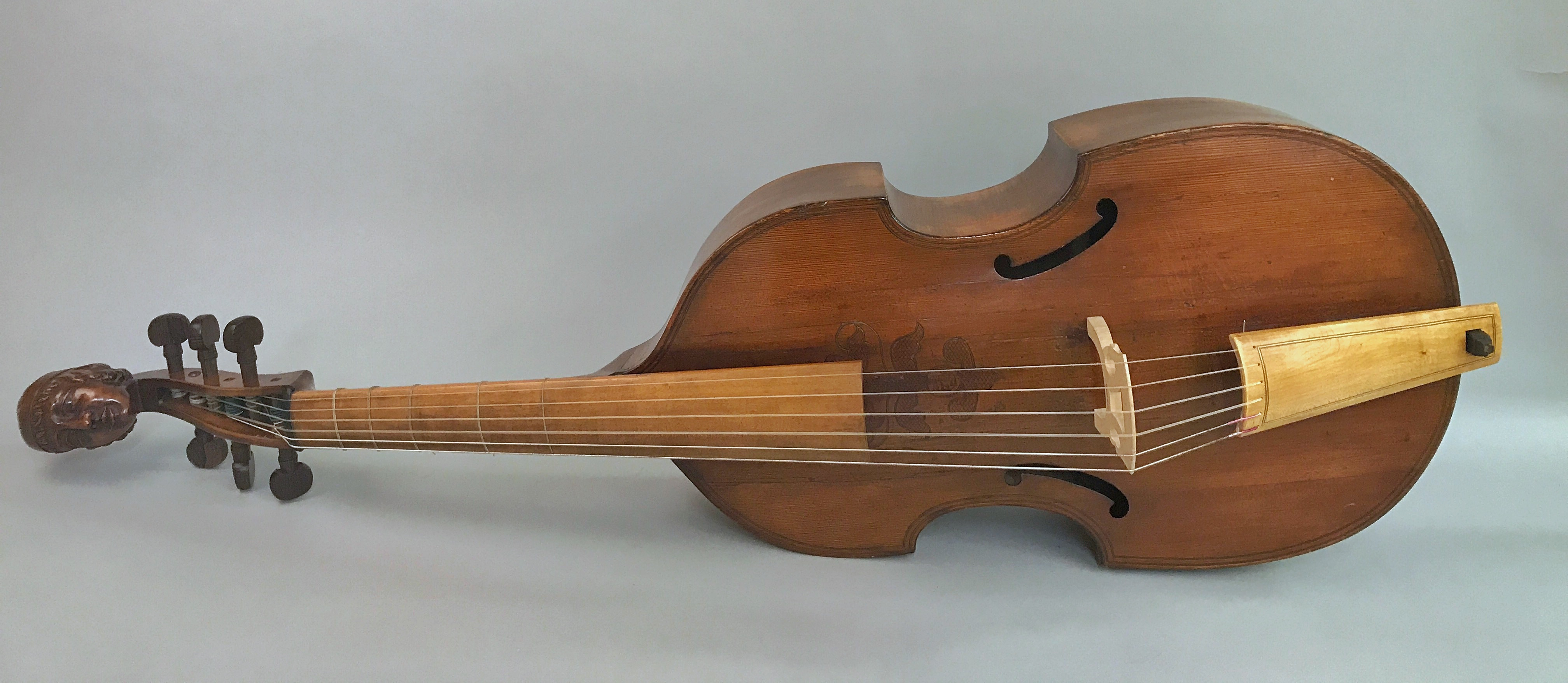
Viola d'arc feta per Barak Norman el 1714 (MDMB 413). Fons del Museu de la Música de Barcelona

Barak Norman (c.1670–c.1740) era un lutier d'instruments de corda anglès. Fou dels primers constructors anglesos coneguts per la seva feina amb les violes d'arc i els violoncels. També va fer violins, i va ser un dels primers constructors de violoncels d'Anglaterra. El seu treball es caracteritza per un modelat bonic, fusta bona i un vernís de color marró fosc, el to és fort i ric. La seva primera etiqueta de la que es té notícia en una viola d'arc data del 1690.
El taller de Norman es deia "The Bass Viol", va ser un dels molts tallers similars localitzats al voltant de la Catedral de Saint Paul, epicentre de lutiers durant el segle xvii a Londres, on també es podien trobar les botigues d'Edward Lewis o John Hare. Quan el gust per les violes d'arc comença a minvar, durant els segles xviii i xix, moltes d'elles van ser reconvertides a violoncels.
Es desconeix qui va ser el mestre de Barak Norman, però a partir de les seves feines, es podria deduir que fou Thomas Urquhart. Aquesta opinió es veu reforçada a l'examinar els seus primers instruments. En ells s'han trobat algunes particularitats molt similars a la manera de fer d'Urquhart. Més endavant, Norman va tendir més a construir segons el model de Maggini. Fou conegut per tenir una manera molt acurada de fer els instruments i, en tots ells, solia posar el seu nom, envoltat d'una decoració filetejada o amb les seves inicials (BN) filetejades. No s'han trobat violoncels de constructors anteriors a Norman, i d'aquí la seva importància. Al voltant de l'any 1715 Barak Norman es va associar amb Nathaniel Cross per dur a terme el negoci de les violes.